# Angesselkä-Puttolanselkä
Angesselkä-Puttolanselkä este o arie protejată (arie de protecție specială avifaunistică — SPA) din Finlanda întinsă pe o suprafață de 535 ha, integral pe uscat.

## Localizare
Centrul sitului Angesselkä-Puttolanselkä este situat la coordonatele 61°45′37″N 26°03′15″E / 61.7603°N 26.0542°E.

## Înființare
Situl Angesselkä-Puttolanselkä a fost declarat arie de protecție specială avifaunistică în august 1998 pentru a proteja 16 specii de animale.

## Biodiversitate
Situată în ecoregiunea boreală, aria protejată nu include niciun habitat protejat.
La baza desemnării sitului se află mai multe specii protejate de  păsări (16): rață-cu-cap-castaniu (Aythya ferina), rața moțată (Aythya fuligula), buhai de baltă (Botaurus stellaris), erete de stuf (Circus aeruginosus), lebădă de iarnă (Cygnus cygnus), cufundar polar (Gavia arctica), cufundar mic (Gavia stellata), Hydrocoloeus minutus, Larus fuscus fuscus, pescăruș râzător (Larus ridibundus), becațină mică (Lymnocryptes minimus), rață catifelată (Melanitta fusca), rață neagră (Melanitta nigra), Mergellus albellus, corcodel-cu-gât-roșu (Podiceps grisegena), rață cârâitoare (Spatula querquedula).
Pe lângă speciile protejate, pe teritoriul sitului au mai fost identificate 2 specii de păsări.